# Au petit matin
Au petit matin est un court métrage français réalisé par Xavier Gens en 2005. Il est adapté d'une histoire qui est réellement arrivée à la mère du réalisateur.
Le film a gagné le prix du court métrage au festival de Cognac en 2005 et fut sélectionné dans de nombreux festivals à travers le monde dont le festival de Venise.

## Distribution
- Yasmine Belmadi : Yasmine
- Dominique Bettenfeld : flic 2
- Ouassini Embarek : Farid
- Stéphane Jacquot : Jr
- Estelle Lefébure : Marie
- Kool Shen : flic 1
- Aurélien Wiik : Antoine